# Финтинеле (Радован, Долж)
Финтинеле (рум. Fântânele) — село у повіті Долж в Румунії. Входить до складу комуни Радован.
Село розташоване на відстані 200 км на захід від Бухареста, 22 км на південний захід від Крайови.

## Населення
За даними перепису населення 2002 року у селі проживали 187 осіб.
Національний склад населення села:
| Національність | Кількість осіб | Відсоток |
| -------------- | -------------- | -------- |
| румуни         | 182            | 97,3%    |
| цигани         | 5              | 2,7%     |

Рідною мовою назвали:
| Мова      | Кількість осіб | Відсоток |
| --------- | -------------- | -------- |
| румунська | 182            | 97,3%    |
| циганська | 5              | 2,7%     |